# كلارين

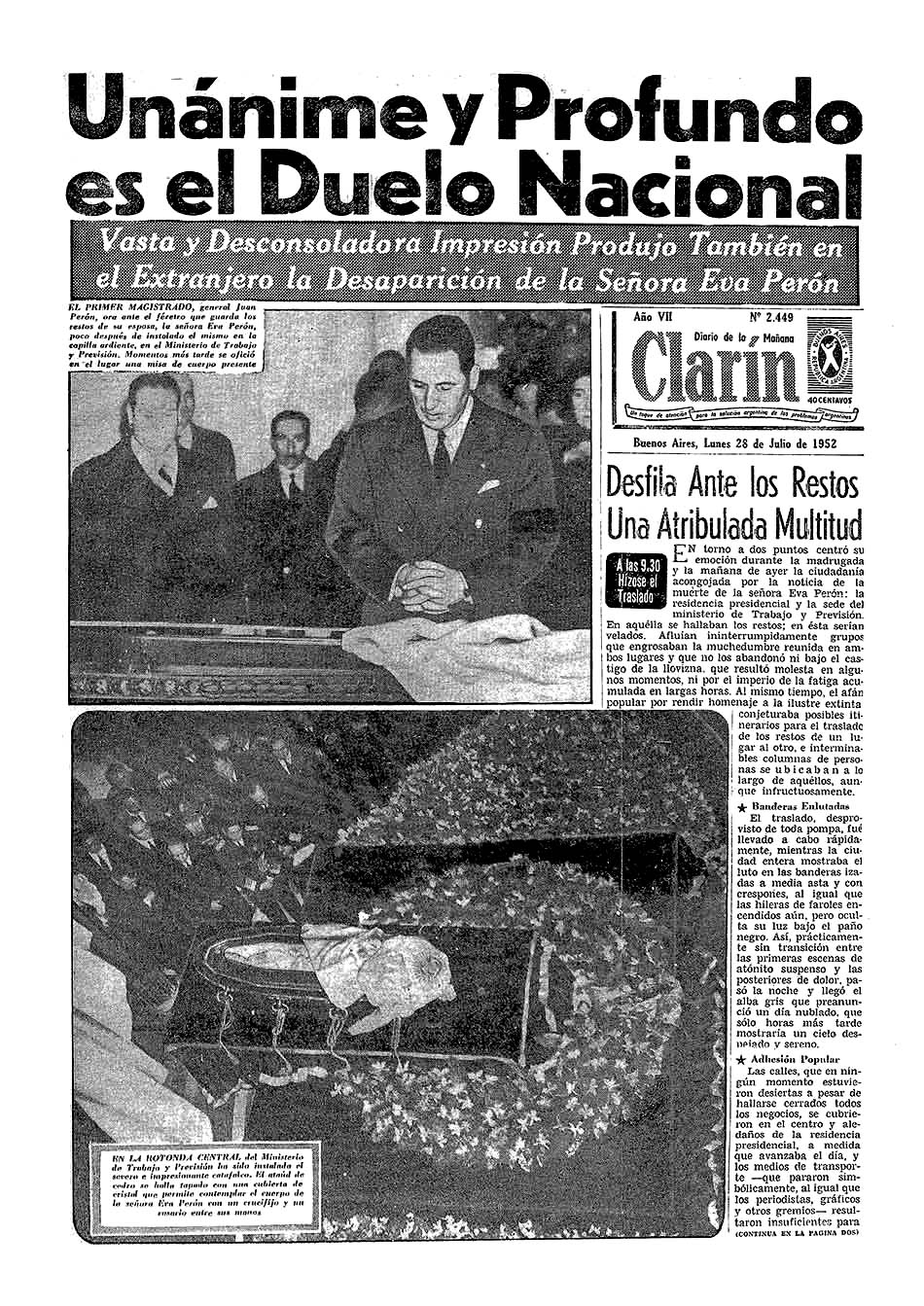
نسخة قديمة من الصحيفة (1952)

كلارين (Clarín) هي صحيفة أرجنتينية تأسست بواسطة روبرتو نوبل في 28 أغسطس 1945 في بوينوس آيريس. تطبع منها حوالي 500000 نسخة وتوزع في كافة أرجاء البلاد. وتمثل 44 % من مبيعات الصحف في بوينوس آيريس. وفقاً لموقع ألكسا (alexa.com نسخة محفوظة 9 أغسطس 2009 على موقع واي باك مشين.)، موقع الصحيفة الإلكتروني () هو أكثر المواقع باللغة الإسبانية زيارة في الإنترنت.
تصدر مجموعة كلارين أيضاً صحيفة رياضية اسمه «أوليه» (Olé) منذ عام 1996، ومجلة إل النسائية منذ عام 1994، وصحيفة مسائية تسمى «لارازون» (La Razón). كما تملك المجموعة ذاتها شبكة كانال 13 التلفزيونية الأرجنتينية، بالإضافة إلى ثلاث محطات إذاعية، ومشاريع أخرى.

## وصلات خارجية
- الموقع الرسمي